# Battlefield: Bad Company 2
Battlefield: Bad Company 2 — мультиплатформенная игра в жанре шутера от первого лица, разработанная компанией EA Digital Illusions CE и изданная компанией Electronic Arts. Игра вышла для платформ ПК (Microsoft Windows), PlayStation 3, Xbox 360 2 марта 2010 года в Северной Америке и 5 марта в Европе. «Battlefield: Bad Company 2» — прямой сиквел к «Battlefield: Bad Company», которая вышла в конце июня 2008 года.

## Сюжет
Осенью 1944 года командование США отправляет два отряда спецназа корпуса морской пехоты на остров, находящийся где-то в Японском море, чтобы найти японского учёного по имени Ватанабэ, который может изменить ход войны. Однако в ходе обнаружения один из отрядов погибает. Впоследствии оставшийся отряд пробирается сквозь японскую оборону и находит учёного. Вдруг раздаётся странный звук, который сопровождается сейсмическим толчком. Учёный объясняет это так: «Чёрное оружие вот-вот включится, и все — трупы!». Отряд решает добраться до доков с подводными лодками. Едва успев отплыть, появляются синий свет, оглушительный звук и огромная волна. Отряд с подлодкой накрывает цунами, и все они погибают.
Наши дни. Между Россией и США идёт война. После ряда поражений армия РФ начинает новое наступление: за короткий срок была захвачена практически вся Евразия, а также Япония и Новая Гвинея.
Страны Латинской и Южной Америки решают сотрудничать с Россией, что позволяет им окончательно закрепиться в регионе. Россия и её союзники начинают наступление на США со стороны Мексики и Аляски. Командование США отправляет отряд Браво-2 в составе стрелка Престона Марлоу, Самуэля Рэдфорда, компьютерного специалиста Свитуотера и взрывотехника Гордона Хеггарда на Чукотский полуостров для помощи контрразведчикам.
Но агента разведки находят российские военные, и затем его казнит полковник Кириленко. Командование приказывает добраться до грузовика с грузом. После захвата транспорта начинается погоня. После окончания погони отряд находит кейс со странным, похожим на снаряд для гранатомёта, аппаратом. Генерал Бредвуд говорит, что ребята нашли фальшивку, и приказывает им отправляться в Боливию, где работает агент АНБ Эгуайр. Также генерал даёт им флешку, которую они должны показать агенту при встрече.
По пути в лагерь отряд знакомится с Флинном — пилотом вертолёта, который стал пилотом из-за пацифизма. Когда они добираются до лагеря, то обнаруживают, что все военные убиты, а Эгуайр пропал. Затем они с боями добираются до верховья реки Бени, где находят агента и показывают ему флешку. Эгуайр сообщает, что отряд должен добраться до спутника с данными об оружии. После нахождения данных Эгуайр говорит, что это скалярное оружие, генерирующее мощнейший электромагнитный импульс, способный отключать любую электронику. Он также добавил: «Если ударить где надо, то можно вырубить всю электронику в США. Русские придут на готовенькое, и тогда — прощай, Америка». В связи с этим герои должны захватить или убить главу проекта — Аркадия Кириленко, которого видели на Чукотке. После этого отряд отправляется через Аргентину, в Чили, где предположительно находится Кириленко. При поддержке 1-й танковой дивизии армии США отряд прорывается в город, где был полковник (во время наступления американцев русские войска покидают город).
Далее, при поддержке хамеров и морпехов, Браво-2 добирается до деревушки, где скрывается Кириленко. Но конвой попадает в засаду, и в живых остаётся только Марлоу и его отряд. В этот момент силы США начинают артподготовку. Пробираясь сквозь разрушенную деревню и пройдя по канализации они находят Кириленко и список грузов корабля «Сангре-дель-Торо». Но в этот момент снаряд попадает в здание, и антагонисту удаётся сбежать.
Вскоре отряд отправляется в пустыню Атакаму, чтобы найти корабль под названием «Сангре-дель-Торо». Для этого нужно установить координаты корабля с помощью 4 передатчиков. После этого Марлоу отправляется в нужную точку, а остальные остаются охранять передатчики. На корабле Престон находит дневник про операцию Аврора и устройство, которое он видел на Чукотке, но более старое и с японскими иероглифами.
Позже отряд отправляется на встречу с Эгуайром, но вертолёт сбивают над джунглями рядом с колумбийским городом Кали: отряду приходится разделиться, а Флинна берут в плен. После объединения отряда и спасения Флинна герои отправляются к агенту, попутно сбивая несколько вертолётов противника. Когда группа всё-таки встречается с Эгуайром, тот всех предаёт и отдаёт устройство Кириленко, который убивает Эгуайра и собирается расстрелять отряд, но тут поспевает Флинн и уничтожает всех, но его сбивают, и он погибает.
Герои добираются к фавелам Медельина, а из радиопереговоров русских становится известно, что Кириленко отправляется к порту, где приземлился самолёт, но тут раздаётся странный звук, сопровождающийся сейсмическим толчком, тем же, что был на острове в Японии.
Добравшись до пункта наблюдения, герои видят пробный залп из скалярной пушки. Оказывается, самолёт Кириленко — эпицентр взрыва, и взрыв скалярного орудия ему не грозит.
Далее, добравшись до самолёта, отряд находит саму пушку и решает её уничтожить. От взрыва пушки самолёт разрушается. Перед прыжком Свитуотер пытается дать Марлоу парашют, но тут появляется Кириленко и сталкивает Свитуотера с самолёта. Во время падения Престону удаётся убить Кириленко. После этого в полёте Свит наконец даёт Марлоу парашют. Самолёт падает недалеко от Техаса, герои выживают и уже готовятся идти домой, но мимо них проезжает конвой американских войск, и герои узнают, что вторжение РФ не остановлено — русские заняли Аляску и теперь ведут стремительное наступление на США с севера.

## Движок «Frostbite»
В игре задействован движок Frostbite, обеспечивающий практически полную разрушаемость окружающего мира. Взрывом можно обрушить дом. После нескольких пулевых попаданий заборы крошатся. Танки проламывают ограждения. Это серьёзно изменяет тактическую составляющую игры: в здании больше нельзя укрыться от пуль и взрывов, зато можно войти в дом не через дверь, а взорвав стену из подствольного гранатомёта. Вместо уничтожения передатчика, находящегося внутри дома, можно просто обрушить здание с помощью танка, или взрывчатки.

## Мультиплеер
В мультиплеере «Battlefield: Bad Company 2» есть несколько режимов игры:
- «Захват» — классическое «превосходство». Смысл режима — захват и удержание стратегических точек. При удержании командой большей части точек у команды противника начинает уменьшаться количество очков, в начале игры оно равно 100/250/350 (в зависимости от настроек сервера) у каждой команды. Также по одному очку снимается за каждую смерть игрока. Команда, потерявшая все очки проиграет.
- «Штурм» — смысл режима — противостояние двух команд: обороняющихся и атакующих. Обороняющимся следует защитить передатчики . Атакующие должны прорваться на базу обороняющихся и постараться уничтожить передатчики. Количество респаунов обороняющихся не ограничено, а атакующие должны выполнить задачу до того, как закончатся их очки подкрепления. Атакующие выигрывают при уничтожении всех передатчиков, а обороняющиеся, если у атакующих закончатся все очки подкрепления.
- «Схватка» — в режиме есть 4 отряда, враждебных друг к другу. Также на карте присутствует танк при захвате которого облегчит задачу команде. Выигрывает отряд, первым убивший 50 противников.
- «Штурм (отряд)» — режим идентичен «Штурму», за исключением того, что играют два отряда друг против друга, а передатчиков всего два.
- «Реалистичный режим» — в любом из этих режимов можно включить опцию реалистичный режим на уровне сервера. При игре на реалистичном режиме отключается прицел, подсветка врагов, мини-карта, количество здоровья уменьшается до 60 %, причём восстанавливается оно только аптечками, включён урон союзникам.

## Продажи
Согласно марту 2010 года в Европе и Северной Америке было продано 2,3 миллиона копий «Battlefield: Bad Company 2». К маю 2010 года было продано более 5 миллионов копий, который к ноябрю вырос почти до 6 миллионов. При оглашении результатов первого квартала 2011 финансового года представителями Electronic Arts сообщено, что с момента поступления игры в продажу было продано более 9 млн копий. К марту 2012 года это число увеличилось до более 12 миллионов.

## Оценки и награды
| Сводный рейтинг       | Сводный рейтинг                                         |
| Агрегатор             | Оценка                                                  |
| --------------------- | ------------------------------------------------------- |
| GameRankings          | (PC) 88,34 % (X360) 89,03 % (PS3) 88,83 % (iOS) 73,33 % |
| Metacritic            | (PC) 87/100 (Xbox 360) 88/100 (PS3) 88/100 (iOS) 64/100 |
| Иноязычные издания    |                                                         |
| Издание               | Оценка                                                  |
| Eurogamer             | 9/10                                                    |
| GameSpot              | (PC) 9/10 (Xbox360) 9/10 (PS3) 9/10                     |
| GameSpy               | (PC) · (Xbox 360) · (PS3)                               |
| IGN                   | (PC) 8,9/10 (Xbox 360 и PS3) 8,9/10 (iOS) 5/10          |
| Русскоязычные издания |                                                         |
| Издание               | Оценка                                                  |
| 3DNews                | 8/10                                                    |
| Absolute Games        | 90 %                                                    |
| Gameplay              | 8/10                                                    |
| PlayGround.ru         | 8,9/10                                                  |
| «Игромания»           | 9/10                                                    |
| «Игры Mail.ru»        | 9/10                                                    |
| «ЛКИ»                 | 90/100                                                  |

Battlefield: Bad Company 2 получил в основном положительные отзывы от игровых изданий и критиков.
Агрегаторы обзорных сайтов GameRankings и Metacritic поставили ПК версии игры 88,34 % и 87/100 соответственно, версия игры для Xbox 360 имеет 89,03 % и 88/100, а версия игры для PlayStation 3 имеет 88,83 % и 88/100. Версия iOS получила в целом более плохие отзывы и содержит оценку в 73,33 % и 64/100.
Обозреватель Энтони Гальегос из GameSpy присудил игре 4,5 звезды из 5, описывая одиночную кампанию как «взрыв» и заявил, что «выдержка BFBC2 заключается в его мультиплеере». Дэн Уайтхед из Eurogamer поставил игре оценку 9 из 10, описывая её как «открытый вызов» лидеру рынка Activision и Call of Duty: Modern Warfare 2, а также назвал Bad Company 2 «превосходной игрой» по сравнению с Modern Warfare 2. Уайтхед также прокомментировал, что он видел «сразу очевидные» улучшения по сравнению с предыдущей игрой этой серии, и пришёл к выводу, что Bad Company 2 − это «онлайн-шутер, наиболее оптимизированный, самый содержательный и самый волнующий». IGN поставил игре 8.9 из 10, и похвалил игру за визуальные эффекты как «почти фотореалистичные» и назвал её «одной из лучших игр», а iOS версии игры было поставлено 5/10..
Battlefield: Bad Company 2 получила премию BAFTA в области игр 2011 года в номинации «Use Of Audio».
Номинирована на награды «Лучший шутер» и «Лучший многопользовательский режим» премии Video Game Awards 2010.